# Bahra
Pour l’article homonyme, voir Bahra (rivière).
Bahra est une ville d’Arabie saoudite de plus de 59 000 habitants, située dans la province de La Mecque.